# 小沼健太
小沼 健太（おぬま けんた、1998年6月11日 - ）は、千葉県旭市出身の元プロ野球選手（投手）。右投右打。

## 経歴

### プロ入り前
旭市立飯岡小学校3年時に銚子リトルで野球を始め、主に投手を務めた。旭市立飯岡中学校では軟式野球部に所属。中学時代に選ばれた県選抜チームでは、榊原翼らとともにプレーした。
高校は千葉県立東総工業高等学校に進学。主に中継ぎとして登板した。甲子園や関東大会への出場はなく、高校3年時にプロ志望届を提出したが指名はなかった。

### BCリーグ・武蔵時代
高校卒業後は、「1年でも早くプロに行ける」という理由でBCリーグの武蔵ヒートベアーズに入団。2年間で6勝12敗、防御率5.88の成績だった。

### BCリーグ・茨城時代
2019年シーズンからは、環境を変えたいという理由で移籍を決意し、新設された茨城アストロプラネッツから分配ドラフトで指名された。背番号は41。これは、武蔵在籍当時の監督であり、スライダーの投げ方を教わった恩師でもある、小林宏之が現役時代に着用していたものを意識して着けた。
独立リーグ3年目となった2019年は先発として137回を投げ、防御率3.68を記録。新設球団でチームの勝率が.176ということもあり勝敗は3勝14敗に終わったが、3完投・2完封を記録した。
2020年は、肘の違和感もあり、中継ぎに転向。主に抑えとして25試合に登板し、0勝3敗2セーブ、防御率5.34に終わった。それでも、中継ぎとして登板することでストレートの球速が伸び、これまでの自己最速を4km/h更新する、151km/hを記録した。さらに、9月30日に行われた東京ヤクルトスワローズ二軍との練習試合で好投したこともあり、今まで一通も届かなかったという調査書が、この年は6球団から届いた。
2020年10月26日のドラフト会議では、千葉ロッテマリーンズから育成2位指名を受け、11月25日に支度金300万円、年俸300万円で契約合意した。背番号は121。指名挨拶を受けた際には「12球団の中でロッテに行きたいと強く思っていた。かなって良かったです。」と語った。アストロプラネッツからNPB入りした選手は小沼が初めてで、独立リーグに4年間在籍してからNPBに指名された選手は小沼で4人目となった。

### ロッテ時代
2021年は、開幕から二軍で抑えを任され、18セーブを記録しイースタン・リーグの最多セーブ投手賞を受賞。シーズン中はセーブ機会での失敗は一度も無かったが、ファーム日本選手権では2点リードの最終回に3点を失って敗戦投手となるなど、大舞台での登板を課題とした。また、34回2/3を投げて0勝2敗、防御率2.86を記録したものの奪三振が20個と少なかったため、奪三振数も次年度への課題に挙げた。
2022年は、春季キャンプを一軍でスタートすると、その後もほとんど一軍に帯同。オープン戦では3試合の登板で0勝1敗1セーブ、防御率5.40だったが、練習試合や春季教育リーグなどでは結果を残し、3月22日に支配下登録された。背番号は50。開幕後の同29日に初の一軍昇格を果たすと、翌30日の福岡ソフトバンクホークス戦（ZOZOマリンスタジアム）で、1点ビハインドの8回表にプロ初登板。先頭打者の中村晃に安打を打たれたが、その後は無安打に抑え、2回1安打無失点を記録した。翌31日に、新型コロナウイルスの陽性判定を受けた八木彬、小川龍成と濃厚接触の疑いを受けたため、特例2022で登録抹消されたが、4月3日に再び一軍に復帰。その後はビハインドゲームを中心に、6月終了時点で17試合に登板し、防御率2.18と安定した投球を披露。5月26日の広島東洋カープ戦（マツダスタジアム）では、1点リードの4回裏から登板し、2回1失点でプロ初勝利を挙げた。史上30人目、ロッテでは西野勇士、本前郁也に次いで3人目となる、育成選手ドラフトで入団した選手の勝利となった。しかし、7月は登板した4試合全てで失点し、同11日に登録抹消。その後は一軍での登板機会がなく、最終成績は21試合の登板で、1勝1敗1ホールド、防御率6.04だった。シーズン終了後の11月14日には、前年から300万円増となる、推定年俸740万円で契約を更改した。
2023年は、5月18日に初昇格を果たすと、2試合に登板し、それぞれ1回を無失点に抑えた。6月1日に一度登録抹消となったが、同16日に再び一軍に昇格。しかし、6月は結果を残すことができず、同29日に再び登録抹消。7月2日時点で、一軍では4試合に登板し、防御率9.00を記録した。

### 巨人時代
2023年7月3日、石川慎吾とのトレードにより、読売ジャイアンツへ移籍することが発表された。背番号は92。中継ぎ陣の強化を望む巨人と、荻野貴司、髙部瑛斗などの負傷により手薄となった外野手を補強したいロッテの思惑が一致した形となった。しかし、移籍後は一軍登板なしでシーズンを終え、10月もコンディション不良でフルメニューを消化できない状態だった。球団は小沼の体調面を考慮し、10月28日に自由契約にすることを通達し、11月18日に育成選手として再契約をした。契約更改後の会見の場には松葉杖をついた姿で現れ、11月15日に東京都内の病院で右外脛骨摘出術、後脛骨筋腱縫着術を受けたことが発表された。背番号は021に変更された。
2024年4月10日、三軍のハナマウイとのプロ・アマ交流戦で、手術後初の実戦登板を果たした。しかし二軍公式戦で登板することはできず、オフに戦力外通告を受けた。

### 巨人退団後
2025年からは同年から埼玉県野球連盟に加入する、企業型クラブチームの3GoodGroup HOZEN noLIMITEDsに入団し、現役を継続する。また、並行してチームの運営母体の「スリーグッドグループ」に入社し、ビルメンテナンス業務に従事する。

## 選手としての特徴
189cmの長身から最速151km/hのストレート、スライダー、カットボール、フォークを投じる。スライダーは、武蔵在籍当時の監督の小林宏之に指導を受けた。フォークの習得の手本としているのは、小沼と同じく育成出身で福岡ソフトバンクホークスの千賀滉大である。
独立リーグ時代はスライダーやカットボールを決め球としていたが、プロ入り後は田村龍弘からの助言もありストレートとフォークを主体としている。

## 人物
愛称は「おぬ」、「ハンチョウ」。「ハンチョウ」は漫画「1日外出録ハンチョウ」の主人公に似ていることが由来となっている。
入団したロッテの本拠地・ZOZOマリンスタジアムには高校野球引退後に友人とよく行き、ライトスタンドで応援していた。
茨城在籍の2年間で、阪神タイガースの春季キャンプに打撃投手として参加した。ティー打撃のボールを挙げる際は緊張して「ティー上げイップス」になり、糸井嘉男の顔面付近に投げ込んで空振りさせたこともある。しかし2年目には福留孝介のティー打撃を専属で務め、NPBのことやピッチングのことを教わったという。

## 詳細情報

### 年度別投手成績
| 年 度     | 球 団     | 登 板 | 先 発 | 完 投 | 完 封 | 無 四 球 | 勝 利 | 敗 戦 | セ 丨 ブ | ホ 丨 ル ド | 勝 率 | 打 者 | 投 球 回 | 被 安 打 | 被 本 塁 打 | 与 四 球 | 敬 遠 | 与 死 球 | 奪 三 振 | 暴 投 | ボ 丨 ク | 失 点 | 自 責 点 | 防 御 率 | W H I P |
| --------- | --------- | ----- | ----- | ----- | ----- | -------- | ----- | ----- | -------- | ----------- | ----- | ----- | -------- | -------- | ----------- | -------- | ----- | -------- | -------- | ----- | -------- | ----- | -------- | -------- | ------- |
| 2022      | ロッテ    | 21    | 0     | 0     | 0     | 0        | 1     | 1     | 0        | 1           | .500  | 117   | 25.1     | 30       | 4           | 14       | 0     | 0        | 15       | 1     | 0        | 18    | 17       | 6.04     | 1.74    |
| 2023      | ロッテ    | 4     | 0     | 0     | 0     | 0        | 0     | 0     | 0        | 0           | ----  | 34    | 7.0      | 9        | 1           | 3        | 0     | 1        | 4        | 0     | 0        | 7     | 7        | 9.00     | 1.71    |
| 通算：2年 | 通算：2年 | 25    | 0     | 0     | 0     | 0        | 1     | 1     | 0        | 1           | .500  | 151   | 32.1     | 39       | 5           | 17       | 0     | 1        | 19       | 1     | 0        | 25    | 24       | 6.68     | 1.73    |

- 2024年度シーズン終了時

### 年度別守備成績
| 年 度 | 球 団  | 投手  | 投手  | 投手  | 投手  | 投手  | 投手     |
| 年 度 | 球 団  | 試 合 | 刺 殺 | 補 殺 | 失 策 | 併 殺 | 守 備 率 |
| ----- | ------ | ----- | ----- | ----- | ----- | ----- | -------- |
| 2022  | ロッテ | 21    | 3     | 7     | 0     | 1     | 1.000    |
| 2023  | ロッテ | 4     | 0     | 0     | 0     | 0     | ----     |
| 通算  | 通算   | 25    | 3     | 7     | 0     | 1     | 1.000    |

- 2024年度シーズン終了時

### 記録

#### NPB
初記録
投手記録
- 初登板：2022年3月30日、対福岡ソフトバンクホークス2回戦（ZOZOマリンスタジアム）、8回表に5番手で救援登板・完了、2回無失点[20]
- 初奪三振：同上、9回表にジュリスベル・グラシアルから空振り三振
- 初ホールド：2022年4月27日、対東北楽天ゴールデンイーグルス5回戦（ZOZOマリンスタジアム）、11回表に7番手で救援登板、1回無失点
- 初勝利：2022年5月26日、対広島東洋カープ3回戦（MAZDA Zoom-Zoom スタジアム広島）、4回裏に2番手で救援登板、2回1失点

打撃記録
- 初打席：2023年6月17日、対横浜DeNAベイスターズ2回戦（横浜スタジアム）、7回表に三嶋一輝から二ゴロ

### 独立リーグでの投手成績
| 年 度     | 球 団     | 登 板 | 勝 利 | 敗 戦 | セ 丨 ブ | 完 投 | 勝 率 | 投 球 回 | 打 者 | 被 安 打 | 被 本 塁 打 | 奪 三 振 | 与 四 球 | 与 死 球 | 失 点 | 自 責 点 | 暴 投 | ボ 丨 ク | 失 策 | 防 御 率 | W H I P |
| --------- | --------- | ----- | ----- | ----- | -------- | ----- | ----- | -------- | ----- | -------- | ----------- | -------- | -------- | -------- | ----- | -------- | ----- | -------- | ----- | -------- | ------- |
| 2017      | 武蔵      | 17    | 3     | 7     | 0        | 0     | .300  | 80.2     | 356   | 96       | 11          | 35       | 24       | 4        | 53    | 51       | 7     | 0        | 0     | 5.69     | 1.49    |
| 2018      | 武蔵      | 27    | 3     | 5     | 0        | 0     | .375  | 77.0     | 364   | 98       | 5           | 49       | 31       | 4        | 71    | 52       | 6     | 0        | 3     | 6.08     | 1.68    |
| 2019      | 茨城      | 21    | 3     | 14    | 0        | 3     | .176  | 137.0    | 598   | 144      | 11          | 94       | 40       | 9        | 70    | 56       | 5     | 0        | 0     | 3.68     | 1.34    |
| 2020      | 茨城      | 25    | 0     | 3     | 2        | 0     | .000  | 30.1     | 144   | 39       | 2           | 22       | 13       | 2        | 23    | 18       | 0     | 0        | 0     | 5.34     | 1.71    |
| 通算：4年 | 通算：4年 | 90    | 9     | 29    | 2        | 3     | .237  | 325.0    | 1462  | 377      | 29          | 200      | 108      | 19       | 217   | 177      | 18    | 0        | 3     | 4.90     | 1.49    |

### 背番号
- 19（2017年 - 2018年）
- 41（2019年[1] - 2020年）
- 121（2021年[11] - 2022年3月21日）
- 50（2022年3月22日[18] - 2023年7月3日）
- 92（2023年7月4日[29] - 同年終了）
- 021（2024年[34]）